# 多田俊介
多田俊介（日语：／ Tada Sunsuke，4月4日—），日本男性動畫演出家、動畫導演。出身於東京都。M.S.C所屬。

## 參加作品

### 電視動畫
1991年
- 太陽勇者火鳥（製作進行）

1993年
- 勇者特急隊（製作進行）
- 灌籃高手（演出助手）

1996年
- 鋼鐵神兵NEO（演出）

1997年
- 烏龍派出所（分鏡、演出）

1998年
- 超級發明小子（日语：超発明BOYカニパン）（演出）

1999年
- 波波羅古洛伊斯物語（分鏡、演出）
- 亞克傳承（分鏡、演出）
- 徽章戰士（演出）

2001年
- 熱帶雨林的爆笑生活（分鏡、演出）
- NOIR（分鏡）
- 網球王子（分鏡、演出）
- 沙漠的海賊！隊長庫珀（日语：砂漠の海賊!キャプテンクッパ）（分鏡）

2002年
- .hack//SIGN（分鏡）
- 我們這一家（分鏡、演出）

2003年
- 真·女神轉生 惡魔之子 光之書&闇之書（分鏡、演出）
- L/R -Licensed by Royal-（日语：L/R -Licensed by Royal-）（分鏡、演出）

2004年
- 七武士（分鏡、演出）

2005年
- IGPX Immortal Grand Prix（分鏡、演出）

2007年
- 新勇者萊汀（日语：REIDEEN）（副導演、分鏡、演出）

2008年
- World Destruction ～毀滅世界的六人～（導演、分鏡、演出、OP分鏡&演出、ED分鏡&演出）

2012年
- 新網球王子（演出）
- 黑子的籃球（導演[1]、分鏡、演出）
- TARI TARI（分鏡）

2013年
- 宇宙戰艦大和號2199（演出）
- 黑子的籃球 (第2期)（—2014年，導演、OP2分鏡&演出）

2014年
- WIZARD BARRISTERS ～弁魔士賽希爾（分鏡）
- 星刻龍騎士（導演[2]、分鏡、演出、OP分鏡&演出）

2015年
- 黑子的籃球 (第3期)（導演、分鏡、演出）
- 蒼穹之戰神 EXODUS（分鏡、演出）
- 高校星歌劇（導演[3]、分鏡、演出、ED分鏡&演出、「我們是綾薙學園華櫻會」分鏡&演出、「星瞬COUNTDOWN」分鏡&演出）

2017年
- 高校星歌劇 (第2期)（導演）

2018年
- 銀河英雄傳說 Die Neue These 邂逅（導演、分鏡、演出）

2019年
- 高校星歌劇 (第3期)（導演）

2020年
- 大貴族（總導演、演出）

2022年
- 新網球王子 U-17 WORLD CUP（分鏡）

2023年
- Opus.COLORs 色彩高校星（日语：Opus.COLORs）（導演、分鏡、演出）

2024年
- 金肉人 完美超人始祖篇（分鏡）

### 電影動畫
1994年
- 怪博士與機器娃娃：吼唷唷!! 報恩的鯊魚被我帶走了…（日语：Dr.スランプ アラレちゃん ほよよ!!助けたサメに連れられて…）（製作進行）
- 怪博士與機器娃娃：嗯加!! 緊張刺激的暑假（日语：Dr.スランプ アラレちゃん んちゃ!!わくわくハートの夏休み）（製作進行）

2008年
- 蠟筆小新：風起雲湧的金矛勇者（分鏡）

2010年
- 劇場版“文學少女”（導演、分鏡、演出）

2011年
- 劇場版 網球王子：決戰英國網球城！（導演、分鏡、演出）

2013年
- 攻殼機動隊 ARISE -GHOST IN THE SHELL-（分鏡）

2016年
- 黑子的籃球 冬季選拔賽總集篇 ～影與光～（導演[4]）
- 黑子的籃球 冬季選拔賽總集篇 ～淚之所向～（導演）
- 黑子的籃球 冬季選拔賽總集篇 ～門的彼端～（導演）

2017年
- 劇場版 黑子的籃球 LAST GAME（導演[5]）

2019年
- 銀河英雄傳說 Die Neue These 星亂（導演）

2022年
- 銀河英雄傳說 Die Neue These 激突（導演）

### OVA
1998年
- 銀河英雄傳說 朝之夢、夜隻歌（演出）

2002年
- 熱帶雨林的爆笑生活 DELUXE（演出）

2004年
- 熱帶雨林的爆笑生活 FINAL（分鏡、演出）
- HUNTER×HUNTER G·I Final（分鏡）

2006年
- 網球王子 Original Video Animation 全國大賽篇（—2007年，導演、演出、OP1分鏡&演出、OP2分鏡&演出、ED1演出）

2007年
- 網球王子 Original Video Animation 全國大賽篇 Semifinal（—2008年，導演、演出）
- TSUBASA翼 TOKYO REVELATIONS（—2008年，導演）

2008年
- 網球王子 Original Video Animation 全國大賽篇 Final（—2009年，導演、演出）

2009年
- TSUBASA翼 春雷記（導演）
- 網球王子 Original Video Animation ANOTHER STORY ～過去與未來的訊息（導演、分鏡、演出）
- 少女FIGHT（日语：少女ファイト）（導演）
- “文學少女” 今日的點心 ～初戀～（導演、分鏡）

2010年
- “文學少女” 回憶篇（導演）

2011年
- 網球王子 Original Video Animation ANOTHER STORY II ～那時的我們（導演、分鏡）

2016年
- 高校星歌劇 OVA（導演）
- 大貴族：甦醒（總導演）

2018年
- 高校星歌劇 OVA（導演）

### 網路動畫
2016年
- 大貴族：甦醒（總導演[6]）

## 出演

### 活動
- 動畫「黑子的籃球」公開製作發表會（2012年3月4日）[7]
- 『高校星歌劇』一舉上映會＋製作人員對談（2015年12月22日、26日）[8]
- 『高校星歌劇』綾薙學園「Screening Party in 2016 Summer Tour」（2016年7月18日、22日、24日）[9]
- OVA「高校星歌劇」第2卷先行特別上映會「綾薙學園 Screening Party in 2016 Summer Tour」（2016年8月27日、9月4日、11日、17日、18日）[10]
- 「黑子的籃球 冬季選拔賽總集篇 ～淚之所向～」製作人員對談上映會（2016年10月18日、20日）[11]
- 「黑子的籃球 冬季選拔賽總集篇 ～門的彼端～」製作人員對談上映會（2016年12月15日）[12]
- 「高校星歌劇（第2期）」STAGE（2017年3月12日）[13][14]
- 「劇場版 黑子的籃球 LAST GAME」舞台問候（2017年3月18日）[15][16]
- 「劇場版 黑子的籃球 LAST GAME」製作人員對談上映會（2017年4月6日）[17]

### 電視節目
- 「黑子的籃球」放送前特別節目（2012年）

### 其它
- 「黑子的籃球」第1Q評論音軌（2017年）[18]

## 相關項目
- 日本動畫師列表（日语：アニメ関係者一覧）

## 外部連結
- M.S.C官方網站的公開資料 （日語）
- 多田俊介的X（前Twitter） （日語）